# Shōmen
Shōmen (正面) i en dojo refererer til den forreste væg, ofte dekoreret med et kamidana (Shintō-alter) og/eller et flag. Det er et helligt sted i dojoen, hvor man viser respekt ved at bukke ved indgangen og udgangen af træningen. Ordet "Shōmen" kan oversættes til "det forreste ansigt" eller "den forreste side" og bruges i forskellige japanske kampkunstarter som et fokuspunkt for respekt og ritualer.
Bordet kan pyntes med en vase med en blomst, et billede, sværd eller lignende. Når træningen begynder, stiller alle deltagere sig op og vender mod Shōmen, hvor de stiller sig på række. På kommando sætter de sig i zazen, den traditionelle siddestilling. Efter en kort meditation bukker alle mod shomen, når sempai siger "Shōmen ni o rei", som betyder, at man skal bukke mod shōmen. Det er en gestus, der viser respekt for stilens grundlægger og dojoen. Samme procedure gentages, når træningen afsluttes.

## Symbolik
Begrebet er ikke kun fysisk, men også symbolsk: Shōmen fungerer som kamiza (上座), et "honorabelt sæde" eller ophøjet område bestående af portrætter og kalligrafier,. Det markerer den højeste æreplacering i dojoen. Ved træningsstart og afslutning vender udøvere sig mod Shōmen for at udføre en respektfuld buk (ofte udført i zazan eller seiza). Denne gestus viser respekt for dojoens kultur, tradition, mestre og dens kunst, der udøves – og har et klart ceremonielt formål uden religiøs betydning. 
Der er også en sådan strukturel og æstetisk hensigt bag. Det er typisk ikke tilladt at placere personlige genstande som sko, tasker eller våben ved Shōmen-væggen. Elevpladserne (shimoza) er orienteret i forhold til rang for at vise respekt og opretholde orden i dojoens hierarki.

## Historie
Shōmen, har sin oprindelse i japansk arkitektur og kultur, hvor det betegner bygningens front og ærespladsen mod indgangen. I dojoer blev Shōmen adopteret som dojoens frontvæg, typisk dekoreret med symboler som kalligrafi, billeder af mestre eller et kamidana. Denne praksis går tilbage til Edo-perioden (1603–1867), hvor dojoer blev etableret som formelle træningssteder med en fast struktur og etikette.
Med fremkomsten af moderne japanske kampsportsgrene i slutningen af 1800-tallet og begyndelsen af 1900-tallet – såsom Judo– fik Shōmen en central rolle i dojoens ritualer og æstetik.
I 1920'erne og 1930'erne blev det almindeligt at inkludere et kamidana ved Shōmen, særligt i Aikido og Kendo, hvilket tilføjede en spirituel dimension til dojoens front. Dette blev et vigtigt centrum for disciplin og tradition. Efter anden verdenskrig bredte japansk kampsport sig globalt, og traditionen med Shōmen som æresplads i dojoen blev en fast del af kampsportskulturen internationalt, hvor det fortsat symboliserer respekt, arv og etik.